# Djuptjärnen (Kalls socken, Jämtland, 705211-137173)
Djuptjärnen är en sjö i Åre kommun i Jämtland och ingår i Indalsälvens huvudavrinningsområde.